# Philidor 1847
Koninklijke Schaakclub Philidor 1847, kortweg Philidor, is een schaakvereniging uit Leeuwarden waarvan de geschiedenis teruggaat naar 1847, toen het opgericht werd als "Schaak-Collegie Philidor".

## Geschiedenis
Strijd in Eendracht (1843-1864) te Woudsend was de eerste schaakvereniging in Friesland. Philidor volgde enkele jaren later met de oprichting op 12 november 1847 als Schaak-Collegie Philidor, te Leeuwarden. De naam vormt een indicatie van de overgang in de beleving rondom sociëteit en genootschap.
De vereniging was gedurende de ontwikkeling van het Nederlandse schaken in de negentiende eeuw een buitenbeentje en zou dat ook blijven tot zijn definitieve aansluiting bij de Nederlandse schaakbond in 1939. De kronieken suggereren dat een krap budget en de relatieve grote afstand van Leeuwarden ten opzichte van de rest van het land de vereniging parten speelde. Philidor is bijzonder actief, maar moest keer op keer om genoemde redenen uitnodigingen afslaan voor lidmaatschappen, wedstrijden, bijdragen en evenementen die om samenwerking met het schaakgemeenschap elders in het land vroegen.
Desondanks scheppen de kronieken over de vereniging een aardig beeld over hoe het schaken in de negentiende eeuw beleefd werd: de hausse van het correspondentieschaken tussen verenigingen met soms enorme inzetten. Het belang dat aan "problema's" ofwel schaakproblemen gehecht werd. Discussies over spelregels totdat deze door de schaakbond en later de Fide vastgelegd werden, zoals de discussie over of dat er witte en rode stukken of witte en zwarte stukken gebruikt moesten worden, het gebruik van zandlopers...

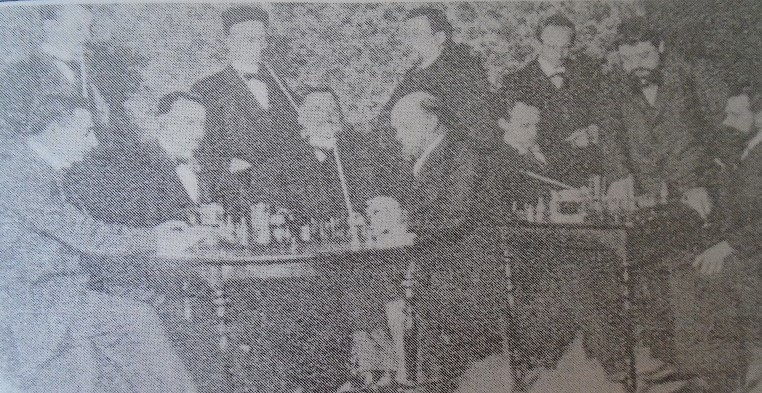
1880-1897: Zittend, van links naar rechts: Dr. J.E. Schreuder, W. Pik, F.K. Posthumus, F. Bokma (1841-?), H.F.T. Ringnalda (1865-1922) en J.C. Beekhuis. Staand, van links naar rechts: F. Bakker, A, Meijer, J.J. van Rijn, D. Keestra en C. Halbertsma.

Het belang van het verenigingsleven dat soms het schaken overstijgt, gelardeerd met diners en een enkele fotosessie, waarvan de eerste rond 1880 gemaakt werd.
Een korte chronologie:
- 1858: Philidor stuurt hun voorzitter De Jong als vertegenwoordiger naar de eerste nationale schaakwedstrijd te Nijmegen.[5]
- 1866: Philidor wordt door de Rotterdamse Vermaak door Oefening uitgenodigd een bijdrage te doen ter viering van het twintigjarig bestaan van het schaaktijdschrift Sissa. Door financiële nood kan Philidor daar geen gehoor aan geven. Het brengt ze wel op het idee een lidmaatschap te nemen, welke ze in 1871 wegens bezuinigingen weer moeten opgeven.[6]
- 1885: Ondanks pogingen de oprichting van een tweede schaakclub in Leeuwarden te voorkomen, wordt dat jaar Schaakclub 'Leeuwarden' opgericht. Hoewel deze geen lang leven beschoren is,[7] is het de eerste van meerdere schaakverenigingen die dan opkomen in de Friese hoofdstad.
- 1888: Een uitnodiging van het VAS om bij te dragen aan het eerste internationale toernooi in Nederland wordt niet aangenomen.[8]
- 1897: In het kader van het vijftigjarig bestaan van Philidor komt Tresling een simultaanseance spelen. Hij sluit deze met 19 gewonnen partijen een remise.[9]
- 1900: In de jaren rond de eeuwwisseling is er aandacht voor de Boerenoorlog.[10] Deze episode hield de gemoederen bezig in het Hollandse schaakwereldje. Niet alleen bij Philidor, maar met name ook bij het Doesborghsche Schaakgenootschap wordt hier nadrukkelijk bij stilgestaan.
- 1904: Fusie met Vriendenkring (1898). Naam van Philidor blijft behouden.
- 1904: Bondswedstrijd in Leeuwarden. De Nederlandse schaakbond doet al jaren pogingen Philidor als lid op te nemen. Daarmee hoopte het Friesland als geheel meer toegankelijk te krijgen. Het aanbod voor de organisatie van de Bondswedstrijd was de zoveelste poging Philidor te lijmen. Maar hoewel ze inderdaad de wedstrijd organiseerden, zouden ze nog altijd geen lid worden.[11]
- 1910: Er blijkt een concurrerende vereniging te bestaan: de 'Leeuwarder Schaak- en damclub.'[12]
- 1917: Fusie met schaakclub Excelsior, waarbij de naam van Philidor behouden wordt.[13]
- 1919: Richard Réti geeft een simultaanseance.[14]
- 1920: Nederlands schaakkampioen Max Marchand komt een schaaksimultaan geven.[15]
- 1923: Jan Frederik Heemskerk wordt voor enkele jaren lid van Philidor. Dit was een strategische zet voor de Nederlandse schaakbond, die daarmee Philidor, al was het maar tijdelijk, kon inlijven.[16]
- 1933: Dat jaar komen respectievelijk Salo Flohr en Sonja Graf, een van de sterkste schaaksters ter wereld, bij Philidor langs voor simultaanpartijen. In de dertiger jaren komen ook Rudolf Spielmann, Akiba Rubinstein en Hans Kmoch langs. Ook Alexander Aljechin en Max Euwe komen langs. Het in Nederland gehouden wereldkampioenschap tussen deze twee zou tot een enorme ledengroei leiden.[17]
- 1938: Philidor start het clubblaadje Ons Maandblad.
- 1939: Philidor sluit definitief aan bij de Nederlandse schaakbond en vindt zodoende aansluiting met de Nederlandse schaakcompetitie.
- 1941: Gedurende de oorlog wordt een fusie met Leeuwarder schaakvereniging Het Witte Paard bewerkstelligd opdat Philidor zich op discrete wijze uit het toenmalige clublokaal dat toebehoorde aan NSBer Lucas Bunt te werken. Ze verhuizden naar de Harmonie.
- 1942: Aan de naam van Philidor wordt nu het oprichtingsjaar 1847 toegevoegd[18]
- 1947: Namens de Koningin wordt door Linthorst Homan aan Philidor 1847 het predicaat 'Koninklijke' verleend.[19]
- 1967: Philidor wordt voor de eerst en enige keer in zijn geschiedenis landskampioenschap schaken (zie Hoofdklasse schaken 1966/67).

## Ouderdomsclaim

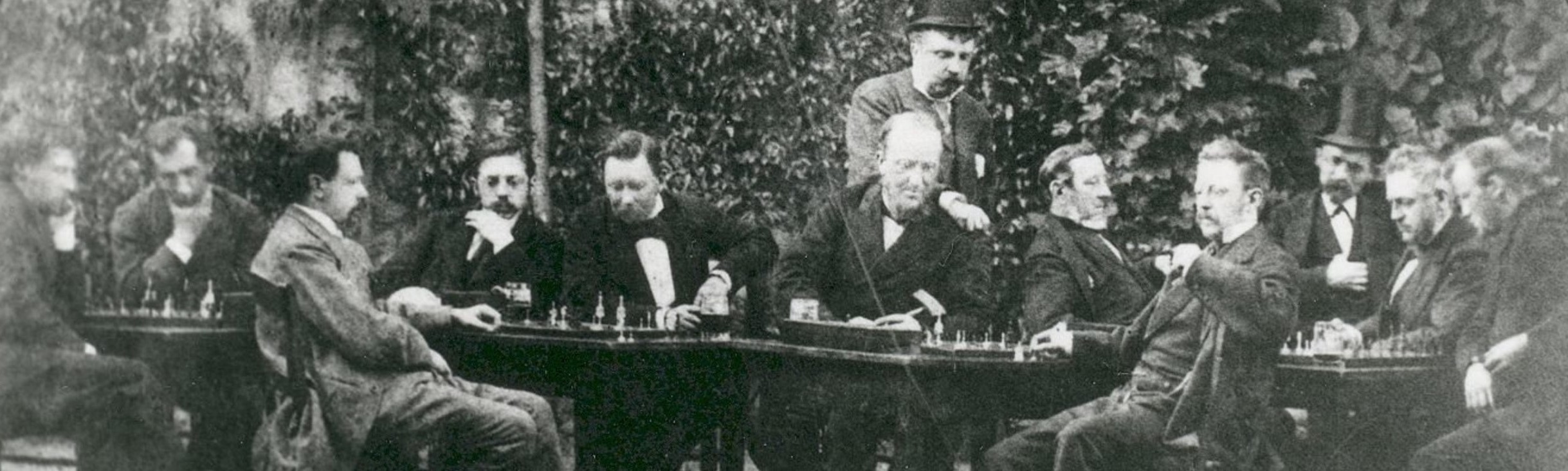
Groepsfoto uit de late negentiende eeuw.

Philidor 1847 claimt de oudste Nederlandse schaakvereniging te zijn dat nog steeds actief is. Het heeft hierbij als troef dat het sinds 1947 per koninklijk besluit het titel 'Koninklijke' mag dragen: om hiervoor in aanmerking te komen moet een organisatie in elk geval aantoonbaar ten minste honderd jaar bestaan hebben.
Echter, Philidor voldoet niet aan in Nederland algemeen gehanteerde criteria voor oudste schaakvereniging, die eerst in 1986 in Eeuwig schaak waren voorgesteld en die daarna aangevuld zijn met extra criteria van Scholten. Laatstgenoemde concludeert dan ook dat Philidor als vereniging niet op 150 jaar continuïteit kan bogen, hoewel er anno 1999 wel sprake is van 150 jaar schaken in Leeuwarden.

## Bekende oud- en ereleden
- J. Bisschoffer, erelid vanaf 1872
- Hardorff, erelid vanaf 1892
- Hendrik Kuipers, erevoorzitter vanaf 1895
- Jan Frederik Heemskerk
- Haije Kramer
- A. Oosterhoff, erelid vanaf 1911